# Christianoconcha quintalia
Christianoconcha quintalia é uma espécie de gastrópode  da família Punctidae.
É endémica da Ilha Norfolk.